# 중앙해양안전심판원
중앙해양안전심판원(中央海洋安全審判院, Korea Maritime Safety Tribunal, 약칭: KMST)는 해양사고사건의 심판에 관한 사무를 관장하는 대한민국 해양수산부의 소속기관이다. 1999년 8월 6일 발족하였으며, 세종특별자치시 다솜2로 94에 위치하고 있다. 원장은 고위공무원단 가등급에 속하는 임기제 일반직공무원으로 보한다.

## 설치 근거
- 「해양사고의 조사 및 심판에 관한 법률」 제3조[1] 및 제8조[2]

## 연혁
- 1962년 12월 27일: 교통부 소속으로 중앙해난심판위원회 설치.
- 1971년 6월 28일: 중앙해난심판원으로 개편.
- 1994년 12월 23일: 건설교통부 소속으로 변경.
- 1996년 8월 8일: 해양수산부 소속으로 변경.
- 1999년 8월 6일: 중앙해양안전심판원으로 개편.
- 2008년 2월 29일: 국토해양부 소속으로 변경.
- 2013년 3월 23일: 해양수산부 소속으로 변경.

## 역대 기관장

### 중앙해난심판위원장
| 대수 | 성명           | 재임기간                         | 비고 |
| ---- | -------------- | -------------------------------- | ---- |
| 초대 | 박옥규(朴沃圭) | 1963년 1월 21일 ~ 1967년 9월 4일 |      |
| 2대  | 윤기선(尹基善) | 1967년 9월 5일 ~ 1970년 9월 4일  |      |
| 3대  | 김정현(金正鉉) | 1970년 9월 5일 ~ 1973년 3월 15일 |      |

### 중앙해난심판원장
| 대수 | 성명           | 재임기간                           | 비고 |
| ---- | -------------- | ---------------------------------- | ---- |
| 4대  | 한갑수(韓甲洙) | 1973년 3월 15일 ~ 1979년 3월 14일  |      |
| 5대  | 이종춘(李宗春) | 1979년 4월 19일 ~ 1980년 7월 2일   |      |
| 6대  | 양해경(梁海卿) | 1980년 8월 11일 ~ 1984년 5월 11일  |      |
| 7대  | 최병수(崔秉琇) | 1984년 6월 22일 ~ 1986년 3월 17일  |      |
| 8대  | 최규영(崔圭永) | 1986년 4월 7일 ~ 1991년 6월 17일   |      |
| 9대  | 최훈(崔燻)     | 1991년 6월 24일 ~ 1991년 11월 13일 |      |
| 10대 | 유직형(柳直衡) | 1991년 11월 15일 ~ 1994년 9월 5일  |      |
| 11대 | 이차환(李且煥) | 1994년 9월 14일 ~ 1997년 7월 3일   |      |
| 12대 | 신길웅(申吉雄) | 1997년 7월 30일 ~ 1999년 12월 16일 |      |

### 중앙해양안전심판원장
| 대수 | 성명           | 재임기간                           | 비고 |
| ---- | -------------- | ---------------------------------- | ---- |
| 13대 | 이동원(李東源) | 2000년 1월 21일 ~ 2000년 12월 7일  |      |
| 14대 | 최낙정(崔洛正) | 2000년 12월 7일 ~ 2001년 9월 6일   |      |
| 15대 | 이갑숙(李甲淑) | 2001년 9월 12일 ~ 2003년 3월 20일  |      |
| 16대 | 이은(李垠)     | 2003년 3월 20일 ~ 2006년 3월 19일  |      |
| 17대 | 최장현(崔壯賢) | 2006년 5월 22일 ~ 2007년 1월 30일  |      |
| 18대 | 신평식(申平植) | 2007년 1월 30일 ~ 2007년 7월 2일   |      |
| 19대 | 이인수(李仁洙) | 2007년 7월 2일 ~ 2010년 2월 8일    |      |
| 20대 | 주성호(朱成晧) | 2010년 2월 9일 ~ 2011년 2월 17일   |      |
| 21대 | 임기택(林基澤) | 2011년 3월 2일 ~ 2012년 6월 24일   |      |
| 22대 | 선원표(宣元杓) | 2012년 6월 25일 ~ 2013년 5월 26일  |      |
| 23대 | 윤학배(尹學培) | 2013년 5월 27일 ~ 2014년 8월 11일  |      |
| 24대 | 장황호(張煌昊) | 2014년 11월 24일 ~ 2015년 5월 17일 |      |
| 25대 | 지희진(池熺珍) | 2015년 6월 15일 ~ 2015년 12월 1일  |      |
| 26대 | 전기정(田基整) | 2016년 2월 15일 ~ 2016년 11월 30일 |      |
| 27대 | 박승기(朴升企) | 2016년 12월 8일 ~ 2017년 9월 28일  |      |
| 28대 | 박준권         | 2017년 9월 28일 ~ 2019년 8월 19일  |      |
| 29대 | 한기준         | 2019년 8월 19일 ~ 2020년 10월 20일 |      |
| 30대 | 김민종         | 2020년 10월 20일 ~ 2021년 7월 27일 |      |
| 31대 | 이경규         | 2021년 9월 23일 ~ 2022년 8월 22일  |      |
| 32대 | 강용석         | 2022년 8월 23일 ~ 2024년 3월 25일  |      |
| 33대 | 윤현수         | 2024년 3월 26일 ~                  |      |

## 조직

### 원장
심판관실
- 4명을 두며, 고위공무원단 나등급에 속하는 임기제 일반직공무원으로 보한다.
- 지방심판원 심판관으로 4년 이상 근무하거나 2급 이상 항해사·기관사·운항사의 해기사면허를 받은 사람이 4급 이상 일반직 국가공무원으로 4년 이상 근무하거나 3급 이상 일반직 국가공무원으로 해양수산행정에 3년 이상 근무한 사람 중에서 해양수산부장관의 제청에 따라 대통령이 임명한다.[3]
- 심판관은 독립하여 직무를 수행하며[4] 임기는 3년으로 하되 연임할 수 있다.[5]
- 20명 이내의 비상임심판관을 두며, 이들의 직무와 권한은 심판관과 동일하다.[6]

조사관실
- 수석조사관과 조사관을 각 1명씩 두며, 수석조사관은 고위공무원단 나등급에 속하는 일반직공무원으로, 조사관은 부이사관 또는 기술서기관으로 보한다.
- 수석조사관의 자격은 심판관과, 조사관의 자격은 지방해양안전심판원 심판관과 동일하다.[7]

## 같이 보기
- 지방해양안전심판원
  - 동해지방해양안전심판원
  - 부산지방해양안전심판원
  - 목포지방해양안전심판원
  - 인천지방해양안전심판원
- 대한민국 해양경찰청
- 조세심판원
- 특허심판원
- 선박안전기술공단
- 한국해양안전심판변론인협회
- 한국해기사협회
- 한국도선사협회
- 국제유류오염보상기금(IOPC)